# Antemi (prefecte del pretori)
Antemi (en llatí: Antemius) va ser prefecte pretorià de l'Imperi d'Orient sota l'emperador Arcadi i l'home més important amb Teodosi II, ja que en va exercir la regència durant la minoria d'edat i després en va ser conseller. Els historiadors, en general, el tenen per un governant competent.

## Orígens
Antemi era net de Flavi Filipos, prefecte pretorià d'Orient l'any 346, i, possiblement, fill de Simplici.
El seu primer esment en els textos històrics es produeix el 383, quan va formar part d'una ambaixada enviada a l'Imperi Sassànida, possiblement la mateixa en la qual el conseller d'Occident, Estilicó, va participar. Al seu retorn, a prop d'Antioquia, es va trobar amb un ermità anomenat Afraates.

## Al servei d'Arcadi

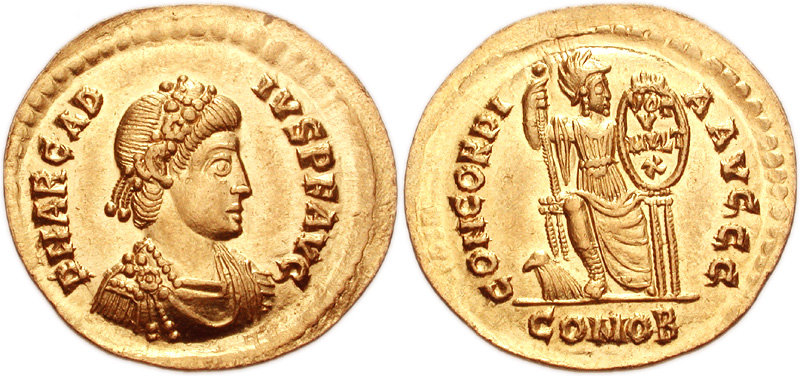
Sòlid amb la imatge d'Arcadi (395-408)

Cap a l'any 400 va ser nomenat comes dels tresors sagrats  i mestre dels oficis el 404.
Durant els disturbis que van seguir la deposició final del patriarca Joan Crisòstom (Pasqua del 404): els enemics de Joan va exigir a les tropes d'Antemi que dispersés la multitud i en un principi es va negar, però va cedir i va declarar que serien responsables de les conseqüències. El 405, va ser nomenat cònsol d'ambdós imperis (juntament amb Estilicó a l'Imperi d'Occident) i, després de la mort de l'emperadriu Èlia Eudòxia, va succeir a Eutiqui com a prefecte pretorià d'Orient, convertint-se així en el segon home més poderós Imperi d'Orient, després de l'emperador. El 406 el patriarca Àtic, que havia estat reconciliant els diferents bàndols cristians que s'havien enfrontat per Joan Crisòstom, va demanar a Antemi reconstruir l'església de Santa Sofia que datava dels temps de Constantí i s'havia incendiat durant els disturbis; Antemi hi va estar d'acord. El 28 d'abril del 406, va ser elevat a la posició de patrici. D'altra banda, el mateix any, va estar encarregat d'acompanyar el trasllat de les relíquies del profeta Samuel a Constantinoble.
Durant els anys restants del regnat d'Arcadi, va dirigir els assumptes de l'imperi continuant amb la política contra els germànics del seu predecessor en un intent de mantenir l'autonomia i la integritat Imperi d'Orient, decisió que el va posar en conflicte amb el ministre d'Occident Estilicó, que volia recuperar la prefectura pretoriana d'Il·líria i volia controlar també la part oriental de l'imperi. Al mateix temps, Antemi va haver de fer front a la presència d'Alaric i la seva gent a Il·líria i a la contínua insurgència dels isauris, que estaven devastant les províncies del sud d'Àsia Menor. En l'àmbit religiós, Antemi va aprovar una sèrie de noves lleis contra el paganisme, judaisme i l'heretgia.

## Durant Teodosi II

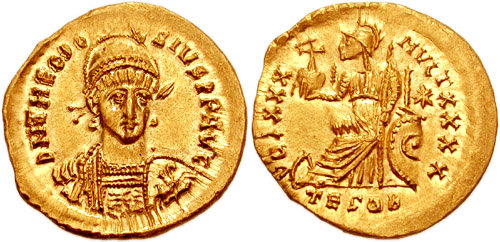
Sòlid del regnat de Teodosi II (408-450)

Quan Arcadi va morir el 408, el seu fill Teodosi II només tenia set anys. Antemi va assumir la regència i va mostrar notable talent. Va iniciar un nou tractat de pau amb l'Imperi Sassànida i, gràcies a la mort d'Estilicó, es va restaurar l'harmonia de les relacions entre la cort d'Occident a Ravenna i la d'Orient a Constantinoble. Va fer reforçar la flota del Danubi, que protegia les províncies de Mèsia Secundària i Escítia Menor, després de la repulsió amb èxit de la invasió l'any 409 del rei dels huns Uldes (r. 390-411). El rei Uldes, en la seva ràpida fugida, va deixar enrere molts huns, els quals Antemi va ordenar que els apleguessin i els va vendre com a esclaus als perses.
A més, van aconseguir regularitzar el subministrament de gra a Constantinoble, que venia principalment d'Egipte i estava sota l'autoritat del prefecte urbà. La manca de naus disponibles havia provocat una greu escassetat fins a arribar a la fam als acabaments de l'any 408. A l'any següent, Antemi va reorganitzar el transport i va autoritzar competències fiscals als transportistes de gra; també va prendre mesures per obtenir el gra d'altres àrees i va crear un fons d'emergència per a l'adquisició i distribució de blat de moro als ciutadans. Per altra banda, va prendre mesures per garantir la recollida regular d'impostos (409), i el 414 va emetre un decret en el qual perdonava tots els deutes dels anys 368 al 407.

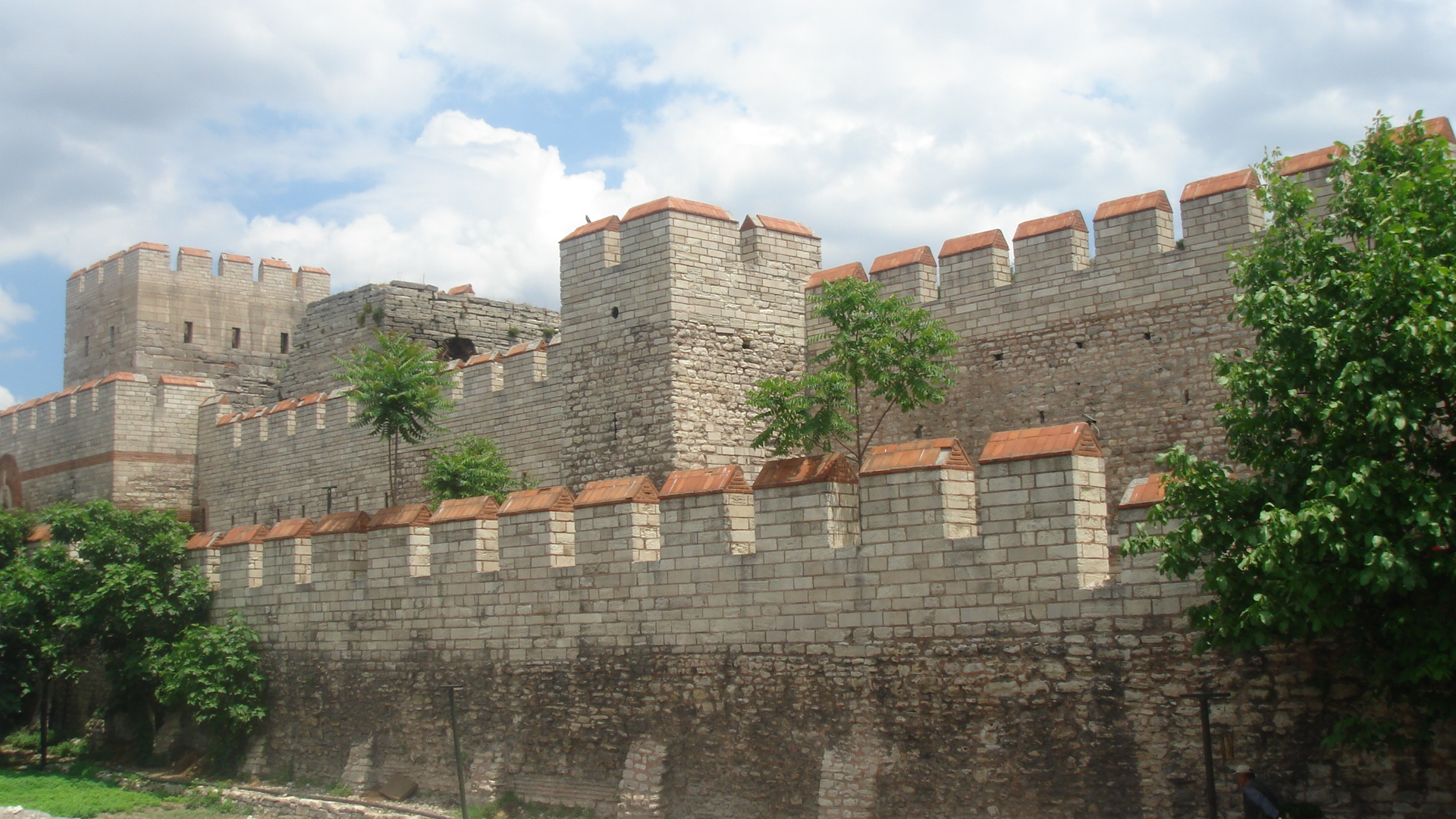
Les Muralles de Teodosi, construïdes sota la supervisió d'Antemi, van demostrar ser eficaces en posteriors atacs a la ciutat de Constantinoble.

Una altra tasca important que es va proposar va ser la construcció d'una nova muralla, situada entre uns 1.500 metres i uns 2km a l'oest de la ja existent. Es va iniciar el 408 sent acabada en 413. El mur s'estenia per 6,500 quilòmetres des de la Mar de Màrmara fins al suburbi de Blaquernes, al llarg de les ribes del Corn d'Or. Aquesta construcció gairebé va duplicar la mida de la ciutat. El 414, Antemi de cop i volta desapareix de les fonts històriques, potser es va retirar. La regència va ser assumida per la seva germana Pulquèria, mentre que de la pretoria urbana se'n va fer càrrec un cònsol anomenat Monaxius. Es desconeix el seu destí, tot i que és possible que encara estigués viu l'any 415.

## Descendència
La seva filla es va casar amb el magister militum Procopi, els quals van ser pares de l'emperador d'Occident Procopi Antemi (regnat: 467-472). Va ser també pare d'Antemi Isidor, que va esdevenir cònsol el 476.